# Disternopsis metallica
Disternopsis metallica är en skalbaggsart som först beskrevs av John Obadiah Westwood 1863.  Disternopsis metallica ingår i släktet Disternopsis och familjen långhorningar. Inga underarter finns listade i Catalogue of Life.